# Hopper (veicolo orbitale)
L'Hopper è uno studio concettuale di un veicolo orbitale, realizzato dalla Daimler Chrysler Aerospace, su commissione dell'Agenzia Spaziale Europea, con il programma FESTIP. 

## Storia
Il suo scopo era quello di verificare la fattibilità di un sistema di trasporto spaziale europeo riutilizzabile per rimpiazzare l'ormai cancellata navetta spaziale Hermes. Contemporaneamente ad Hopper e all'interno dello stesso programma FESTIP, furono condotti degli studi aerospaziali presso altri centri.
Un prototipo in scala di Hopper venne utilizzato nel 2003 per verificare la fase di atterraggio automatico della missione di Hopper, il Phoenix.
L'Hopper ha una forma simile allo Space Shuttle ma si distingue da quest'ultimo per essere un veicolo monostadio completamente riutilizzabile. Questo vuol dire che, a parte il carburante consumato durante la missione e il carico eventualmente rilasciato o raccolto in orbita, la configurazione del veicolo al decollo è identica a quella dell'atterraggio. Quando l'Hopper venne progettato, prevaleva l'idea che un veicolo monostadio rappresentasse la via più economica per l'accesso in orbita. Negli anni successivi, però, importanti costruttori come Boeing dimostrarono le enormi difficoltà tecniche e realizzative di un tale approccio (da essi stessi in precedenza sostenuto) ed indicarono in un veicolo bistadio che comportasse un compromesso ideale fra i costi di operazione e la sua realizzabilità. Un colpo fatale per i sostenitori del monostadio fu la cancellazione dell'X-33 da parte della NASA.
Attualmente sistemi monostadio sopravvivono solo in studi accademici e vengono considerati non realizzabili dato l'attuale livello tecnologico.
L'hopper e il programma FESTIP erano destinati a diventare i più economici di tutti i veicoli spaziali esistenti per condurre operazioni spaziali con equipaggio. Nei primi decenni del XXI secolo, dovrebbe realizzarsi il primo tentativo indipendente di condurre questo tipo di operazioni, una componente importante del progetto ISS. Il piano prevede che il velivolo entri in servizio tra il 2015 e il 2020. Con molta probabilità questi obiettivi non verranno realizzati. Hopper verrebbe accelerato su una pista orizzontale lunga 4 km e dotata di un binario magnetico fino a una determinata velocità, dopodiché entrerebbero in funzione i propulsori. Secondo i piani Hopper fornirebbe un modo per trasportare materiale ed equipaggio in orbita molto più economico dell'Ariane 5, che era stato sviluppato per essere utilizzato insieme al cancellato progetto Hermes, lo shuttle europeo.
Il programma FLPP dell'ESA, per l'adozione di un lanciatore di nuova generazione, ha comportato lo sviluppo del Intermediate eXperimental Vehicle, che ha volato per la prima volta a gennaio 2015 insieme a Vega, riportando un successo su tutti gli obbiettivi di missione.